# Belle Portugaise
'Belle Portugaise' est un cultivar de rosier obtenu en 1903 par l'horticulteur français Henri Cayeux, lorsqu'il était directeur du jardin botanique de Lisbonne. Il est issu de Rosa gigantea x 'Souvenir de Madame Léonie Viennot' (rosier thé, Bernaix, 1898). C'est un rosier important d'un point de vue historique car il s'agit d'un des premiers hybrides de Rosa gigantea que Cayeux a croisés avec des hybrides de thé ou des rosiers thé pour donner de la vigueur.

## Description
Cet hybride triploïde de Rosa gigantea Collett ex Crépin présente de longs boutons de 10 cm qui laissent la place à de grandes fleurs semi-doubles (9-16 pétales) de 6 cm de diamètre atteignant 10 cm lorsqu'elles sont pleinement épanouies. De couleur rose saumon, elles fleurissent en solitaires au printemps ou au début de l'été, couvrant de manière exubérante tout le buisson. Le feuillage est dense et vert clair et son buisson grimpant très vigoureux atteint une grande hauteur, de 455 cm à 1220 cm, pour une largeur de plus de 3 mètres.
Ce cultivar ne supporte pas le froid car sa zone de rusticité commence à 8b ; il est adapté au climat de la Côte d'Azur ou de la Californie. 'Belle Portugaise' est toujours apprécié pour son exubérance exceptionnelle, ce pour quoi il figure dans les catalogues en bonne place.

## Descendance
'Belle Portugaise' a servi à de nombreuses hybridations. Il compte notamment dans sa descendance 'Susan Louise' (Charles Adams, 1929).